# Lorenzo de Zavala
Lorenzo de Zavala, né Manuel Lorenzo Justiniano de Zavala y Sáenz, le 3 octobre 1788, mort le 15 novembre 1836, est un médecin mexicain originaire du Yucatán. Il devient une personnalité politique, un diplomate puis un écrivain. Lorenzo de Zavala avait un esprit vif et parlait couramment plusieurs langues. Il s'est étroitement impliqué dans la rédaction de la constitution de la première république du Mexique, en 1824, après son indépendance de l'Espagne. Des années plus tard, à travers une série d'événements remarquables, il contribue également à la rédaction d'une constitution pour l'ennemi rebelle du Mexique à l'époque, la république du Texas, afin d'obtenir l'indépendance du Mexique en 1836.
Depuis sa jeunesse, Lorenzo de Zavala est un adepte infatigable du principe du gouvernement représentatif et démocratique. Jeune homme, il fonde plusieurs journaux et écrit abondamment, adoptant des réformes démocratiques - des écrits qui l'ont conduit à l'emprisonnement par la couronne espagnole. Pendant son incarcération, il étudie la médecine et après sa libération, il la pratique pendant deux ans avant de se lancer en politique.
Au cours de sa carrière, il exerce diverses fonctions, notamment les Cortes Generales, représentant le Yucatán à Madrid et au Sénat mexicain. Il devient également, ministre des Finances du Mexique et a été ambassadeur du Mexique en France et gouverneur de l'État de Mexico. En 1829, lorsque le gouvernement mexicain est renversé, Zavala est contraint de s'exiler et s'installe aux États-Unis pendant deux ans. Il y écrit un livre sur la culture politique américaine, de cette époque et voyage également beaucoup en Europe. Grâce à son expérience diplomatique et à ses compétences linguistiques, Zavala est bien accueilli par les gouvernements étrangers.
Après son exil, il rentre au Mexique et est nommé ambassadeur en France. En servant à Paris, Zavala constate que le président mexicain Antonio López de Santa Anna devient un dictateur, soutenu par l'armée, ignorant la constitution mexicaine que Zavala avait contribué à écrire. Lorenzo de Zavala démissionne de son poste en signe de protestation et dénoncé Santa Anna. Après ce schisme, Lorenzo de Zavala ne peut pas rentrer chez lui et s'enfuit au Texas, alors territoire mexicain, où il possède des terres. Il finit par devenir un partisan de l'indépendance du Texas, au point d'aider à la rédaction de la Constitution de la République du Texas, de concevoir lui-même son drapeau et d'assumer les fonctions de vice-président.
Certains Mexicains considèrent Lorenzo de Zavala comme un traître envers son pays pour avoir soutenu l'indépendance du Texas, alors que les Texans le considèrent comme un père fondateur et un héros de l'État. Dans le Texas moderne, il existe un comté et une ville nommés en son honneur, ainsi que de nombreuses écoles et bâtiments publics, notamment les archives de l'État du Texas et le bâtiment de la bibliothèque à Austin.

## Biographie

### Jeunesse
Lorenzo de Zavala est né le 3 octobre 1788 dans la ville de Tecoh (en), dans l'État du Yucatán au Mexique. Ses parents sont des Criollos (en), des espagnols d'origine basque, nés au Mexique. Lorenzo de Zavala est un Yucatecan de la troisième génération.Son grand-père a quitté le Pérou pour s'installer dans la péninsule du Yucatán. Le père de Zavala, né en 1725, était notaire et représentant légal dans les pays hispanophones.
Il fait ses études à Mérida, la capitale provinciale du Yucatán, au séminaire tridentin de San Ildefonso. Il y étudie le programme standard du latin, la morale, la théologie scolastique et la philosophie classique. Après avoir obtenu son diplôme, il fonde le journal El Aristarco Universal et écrit pour plusieurs journaux dans lesquels il épouse des idées démocratiques qui resteront les piliers de sa carrière politique ultérieure,. Ses écrits étant critiques à l'égard des fonctionnaires espagnols, il est emprisonné à l'âge de 26 ans pendant trois ans par la Couronne espagnole, de 1814 à 1817.
Pendant son incarcération, Zavala apprend l'anglais et étudie des manuels médicaux ce qui lui permettra de pratiquer la médecine à sa libération. Il exerce la médecine pendant deux ans, puis les événements politiques l'obligent à revenir à la politique.

### Carrière
Zavala commence sa carrière politique en devenant secrétaire du gouvernement local de son État d'origine, le Yucatán, ce qui lui permet d'être élu, plus tard, aux Cortes Generales (assemblée législative) de Madrid en tant que gouverneur du Yucatán. Après l'indépendance du Mexique, en 1821, Zavala démissionne de son poste à Madrid et retourne au Mexique, où il est élu au congrès national nouvellement formé, représentant à nouveau le Yucatán. Zavala fait partie d'un groupe chargé de rédiger la constitution de la République fédérale du Mexique. En 1824, il est élu président du Congrès constitutionnel et est le premier à signer la Constitution mexicaine de 1824. Il siége au Sénat mexicain, de 1824 à 1826. Il est nommé ministre des Financesn en 1829, mais ne sert que six mois avant que le gouvernement ne soit renversé et que Zavala soit assigné à résidence. Il s'enfuit aux États-Unis s'imposant un exil.

#### Exil
Au cours de son exil, Zavala, toujours érudit, écrit un livre intitulé Viage a los Estados-Unidos del Norte de América, un récit de voyage semblable à celui d'Alexis de Tocqueville intitulé De la démocratie en Amérique, bien que le livre de Zavala précède d'un an le travail de Tocqueville. Zavala voyage dans le nord-est des États-Unis et écrit sur le système politique et la culture américaine, d'un point de vue mexicain. Le livre est principalement un éloge panégyrique, mais il souligne l'hypocrisie des États-Unis pour avoir permis l'esclavage malgré leurs nobles idéaux de liberté. Il écrit également l'histoire du Mexique, de 1808 à 1830, en deux volumes, intitulée Ensayo Histórico de las Revoluciones de México de 1808 hasta 1830.
Il vit à New York, mais il passe plusieurs mois en Angleterre et en France. L'esprit vif de Zavala et sa maîtrise de l'espagnol, de l'anglais et du français le rend populaire à l'étranger. Il est fait membre de la Société de géographie, en France, et est reçu par la cour de St James (en) en Angleterre.

#### Reniement du président Santa Anna
Son exil prend fin en 1832 lorsqu'il revient au Mexique pour occuper le poste de gouverneur de l'État de Mexico, situé juste à l'ouest de Mexico. Il s'agit de l'un des 32 États du Mexique. Il est nommé ministre en France par le président de l'époque, Antonio López de Santa Anna. Alors qu'il exerçait sa fonction à Paris, Zavala prend de plus en plus conscience que le président Santa Anna, soutenu par la force militaire et le clergé, assume des pouvoirs dictatoriaux et ne respecte pas la Constitution mexicaine de 1824 que Zavala a contribué à créer. En signe de protestation, Zavala démissionne de son poste en France et renie Santa Anna, qui lui ordonne alors de rentrer à Mexico. Zavala, par sécurité, déménage sa famille au Texas où il possède des terres.

#### Départ au Texas
Il arrive au Texas, en 1835, en bateau à vapeur près de l'embouchure du fleuve Brazos et partage brièvement une maison avec son ami Stephen Fuller Austin qui sera plus tard appelé « le Père du Texas ». Outre Stephen Fuller Austin, le seul autre Texan qu'il connaissait avant son arrivée était David G. Burnet qui devient plus tard président par intérim du Texas. Lorenzo de Zavala avait connu Burnet à New York. Les deux hommes avaient reçu des Empresarios au cours des années précédentes.
Ces subventions ont été conçues par le gouvernement mexicain pour encourager les nouveaux colons du monde entier à venir au Texas, dans l'espoir de créer une zone tampon entre le Mexique et les États-Unis et d'aider à traiter avec les Indiens hostiles de la région. Le propriétaire d'une subvention reçoit d'immenses étendues de terres du Texas en échange du recrutement et d'un certain quota de nouveaux colons, soit pour Lorenzo de Zavala 500 familles. Zavala et Burnet vendent alors leurs subventions à des groupes d'investisseurs à New York.
L'été précédent, Zavala avait acheté une maison sur un terrain de 177 acres (l'équivalent d'un labor, un terme espagnol de mesure du terrain) au nord de Bayou Buffalo dans le comté de Harris, appelé Zavala Point. Cette région frontalière compte de nombreux migrants en provenance des États-Unis qui étaient habitués à un gouvernement démocratique et aux droits individuels. L'animosité contre le régime de Santa Anna est fréquente et la rébellion se prépare. Santa Anna est irrité par ce qu'il perçoit comme une ingérence américaine dans les affaires mexicaines et il se décide d'arrêter la rébellion en envoyant des troupes.
À cette époque, Zavala espère renverser le gouvernement mexicain en place, rétablir la démocratie au Mexique et faire du Texas l'un des États mexicains, mais il se rend vite compte que cela ne va pas se produire. Réaliste et pragmatique, il change progressivement de point de vue et commence à plaider pour l'indépendance du Texas, par rapport au Mexique. Malgré les ordres de Santa Anna pour que Zavala soit capturé et expulsé du Texas, Zavala n'a jamais été vraiment en danger ; il est devenu un allié précieux pour les Texans influents en quête d'indépendance. Son expérience législative, ses compétences linguistiques et son expérience diplomatique font de lui le candidat idéal pour rédiger la nouvelle constitution de la République du Texas, sans compter qu'il est le seul parmi eux à avoir une expérience réelle de la rédaction d'un tel document.
En mars 1836, une réunion des délégués se tient dans une colonie texane connue sous le nom de Washington-on-the-Brazos où la déclaration d'indépendance du Texas fut rédigée et signée. Zavala a personnellement conçu le drapeau de la nouvelle république, a participé à la rédaction de la nouvelle constitution et a été vice-président du gouvernement provisoire. Durant leur session de travail, les délégués sont informés du siège de Fort Alamo. Après la chute d'Alamo, les forces de Santa Anna avancent rapidement vers la délégation, les forçant à fuir. Lorsque les troupes de Santa Anna s'approchent de Zavala Point, Zavala et sa famille s'enfuient en longeant le fleuve San Jacinto jusqu'à la maison de William Scott, l'un des colons de la subvention Empressario. Un certain nombre de familles y attendent un bateau à vapeur pour les emmener, en lieu sûr, sur l'île de Galveston. À proximité, le 21 avril 1836, dans le comté de Harris, l'armée de Santa Anna affronte les forces du général Samuel Houston, de la république du Texas lors de la bataille de San Jacinto. Santa Anna y est vaincu et capturé.

### Décès
Quelques mois plus tard, la santé de Lorenzo de Zavala commence à se détériorer. Il démissionne de son poste de vice-président et rentre chez lui. Moins d'un mois après sa démission, alors qu'il navigue au bayou Buffalo, sa barque se retourne et il attrape froid. Il contracte une pneumonie aiguë et meurt à son domicile le 15 novembre 1836. Il est enterré chez lui dans un petit cimetière. Plus tard, sa tombe est déplacée dans le parc du champ de bataille de San Jacinto.
Les historiens mexicains sont généralement respectueux envers Zavala, en raison de ses efforts visant à créer une république et à améliorer les conditions de vie de la classe inférieure. Cependant, l'apparent revirement de loyauté de Zavala, envers son Mexique natal et son accession à l'indépendance du Texas, l'ont étiqueté comme un traître pour de nombreux Mexicains, sentiment qui n'a pas disparu à ce jour,.

## Vie personnelle
En 1807, Zavala épouse Teresa Correa y Corres. Ils ont trois enfants : un fils, Lorenzo Jr, une fille, Manuela et une fille morte à l'âge d'un an. La femme de Zavala, meurt au printemps 1831. Lorenzo de Zavala s'est remarié durant son exil. Il épouse Emily West à New York le 12 novembre 1831, à l'église de la Transfiguration. De cette union naissent un fils et deux filles. Le fils, Augustin, l'aîné, est le père d'Adina Emilia De Zavala (en), qui a joué un rôle dans la lutte pour préserver Alamo comme une structure historique pour les générations futures.

## Francs-maçons
Lorenzo de Zavala et ses amis organisent secrètement la première loge maçonnique au Yucatán, la Loge de la Réunion à la Vierge n° 9. Cette loge reçoit sa charte de la grande loge de Louisiane, en 1817. C'est la relation de Zavala avec ses collègues et frères maçonniques mais aussi à d'autres loges qui lui permet de rassembler de nombreux liens politiques avant l'indépendance du Mexique. Zavala a été l'une des personnes clés qui ont contribué à l'établissement de la franc-maçonnerie, selon le rite de York, au Mexique, en 1826, comme alternative au rite écossais plus ancien et bien établi (Escocés),. La même année, la grande loge de New York délivre des chartes à cinq loges maçonniques à Mexico. Ces cinq loges deviennent le noyau du mouvement qui favorise la décentralisation du pouvoir. Zavala devient le Maître de la charte de la loge "Independencia n° 454". Il garde son poste jusqu'à son exil en 1830. Il est inscrit sur la liste des héros maçonniques de la grande loge du Texas. Certaines sources affirment que Zavala a été déshonoré pour avoir révélé des secrets rituels.

## Héritage
La ville de Zavala (en), dans le comté de Jasper au Texas, a été nommée en son honneur, en 1834. Elle n'existe plus, mais il existe une ville dans le comté d'Angelina, nommée Zavalla, en référence à Lorenzo de Zavala. En 1858, 22 ans après la mort de Zavala, l'Assemblée législative du Texas a nommé le comté de Zavala en son honneur. Le comté de Zavala se trouve dans le sud du Texas, dans un triangle formé par Del Rio, Laredo et San Antonio. Le siège de comté est la ville de Crystal City. Malheureusement, lorsque le nom a été donné, il a été mal orthographié en tant que  Zavalla et l'erreur n'a été officiellement corrigée, que 71 ans plus tard, en 1929.
De nos jours, son nom a été donné à de nombreux bâtiments publics et écoles, dont la bibliothèque et commission des archives du Texas (Texas State Library and Archives Commission (en)), à Austin. L'Institut national hispanique (en) a donné le nom de son programme Lorenzo de Zavala Youth Legislative Session, dorénavant appelé LDZ, hébergé dans cinq universités aux États-Unis et une au Panama.

## Galerie

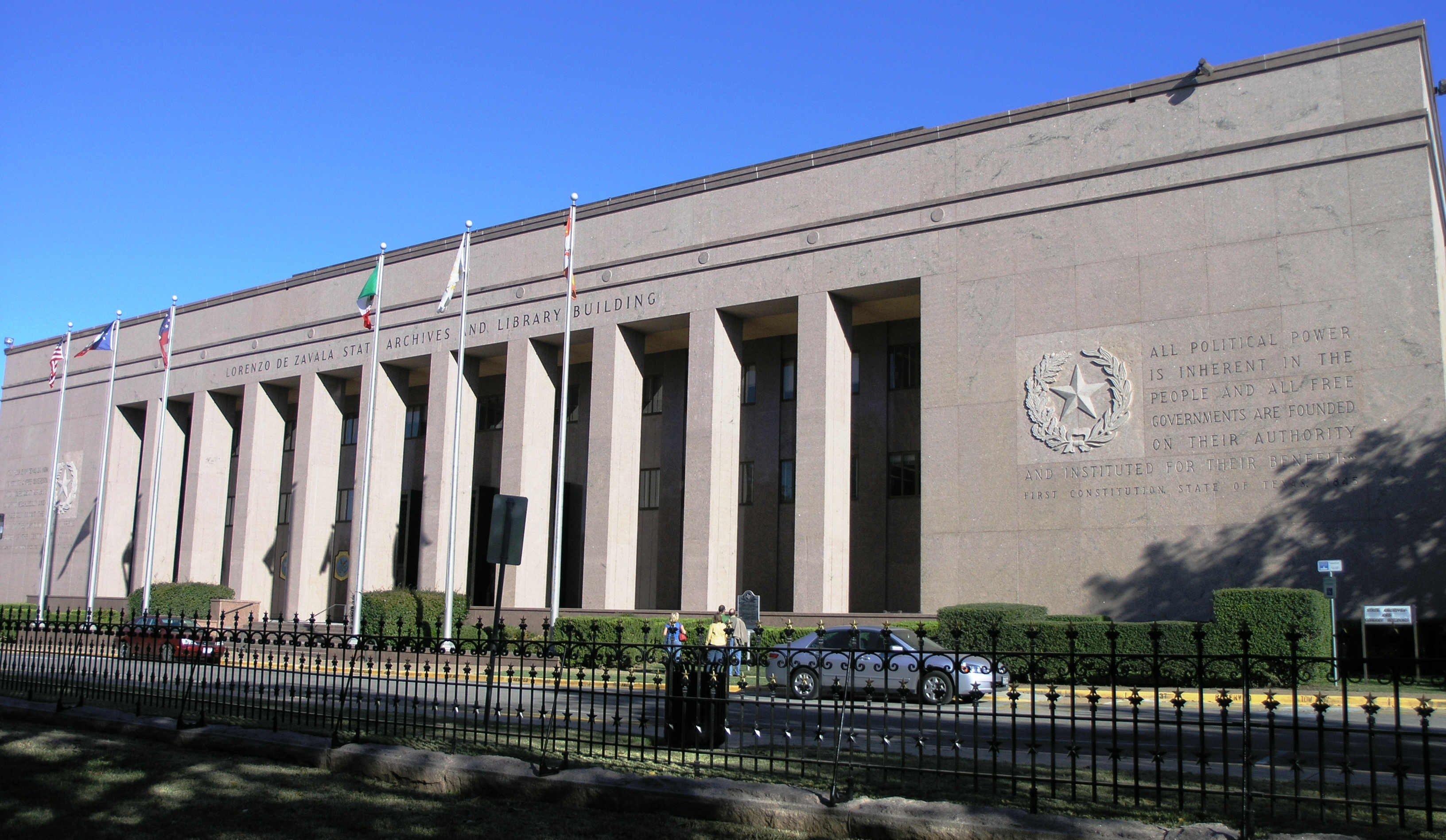
Bâtiment de la bibliothèque du Texas à Austin.
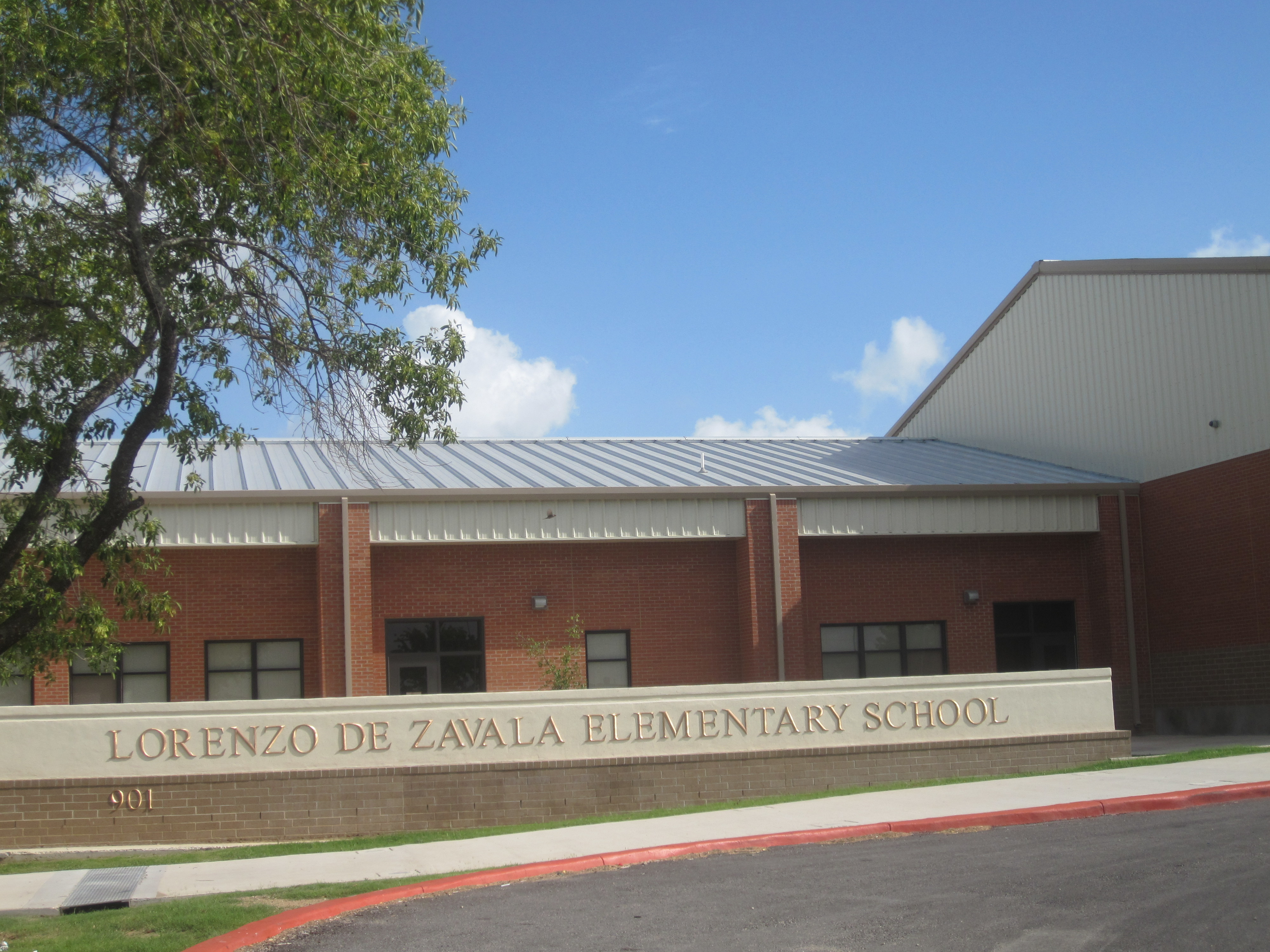
L'école primaire Lorenzo de Zavala à Crystyal City
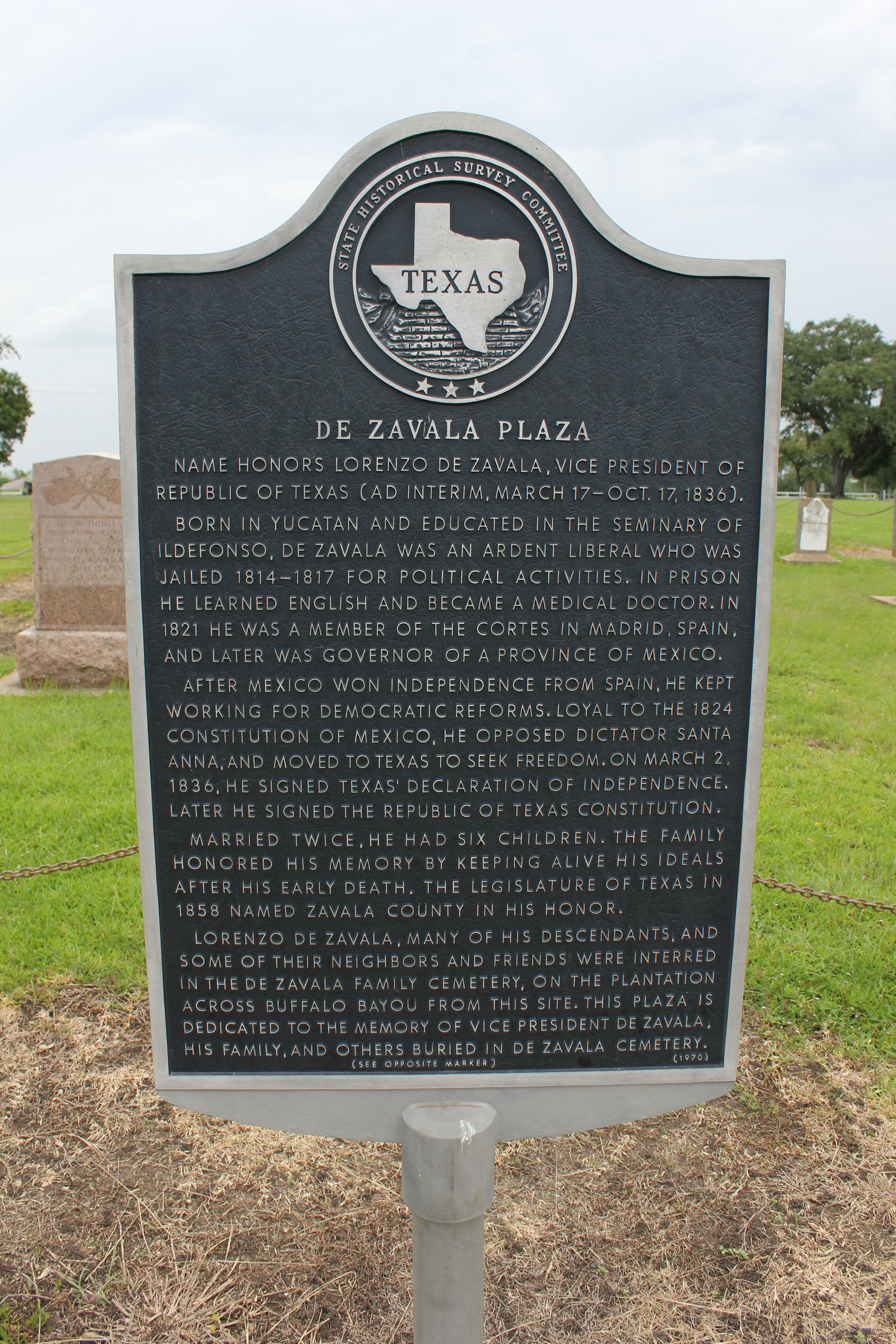
Plaque sur la De Zavala Plaza, dans le comté de Harris.